# Cserkeszőlő
Cserkeszőlő là một thị trấn thuộc hạt Jász-Nagykun-Szolnok, Hungary. Thị trấn này có diện tích 30,7 km², dân số năm 2010 là 2098 người, mật độ 68 người/km².